# 堺瞳
堺 瞳（さかい ひとみ、1989年12月11日 - ）は、女性のフリーアナウンサー。元西日本放送、元静岡朝日テレビのアナウンサー。株式会社舎鐘所属。

## 人物
静岡県浜松市出身。血液型A型。
東京女子大学文理学部英米文学科卒業後、西日本放送に入社。
2014年3月に第35回NNSアナウンス大賞新人部門優秀賞を受賞。
2016年3月31日　西日本放送を退社し、同年4月1日、出身県である静岡の静岡朝日テレビに入社。
趣味はミュージカル鑑賞、クラリネット、チアダンス。
ももいろクローバーZの高城れにのファンであり、過去に同じ髪型にしていた事がある。
2019年3月31日付けで退社しフリーアナウンサーに転向。

## 過去の担当番組

### テレビ
- とびっきり!しずおか
- ANNあさひテレビニュース
- RNC news every.（お天気コーナー 月曜・火曜・水曜）
- おうちdeレストラン（アシスタントとして出演）
- Every.フライデー
- シアワセ気分!
- RNCニューススポット

### ラジオ
- 波のりラジオWeek End Fever まんぷくタイプ